# Radio Presidente Balmaceda
La Radio Presidente Balmaceda fue una estación radial chilena ubicada en el CB-130 de la Amplitud Modulada (AM). Sus oficinas estaban ubicadas en la calle Nueva York 53, séptimo piso en Santiago. Inició sus transmisiones el 7 de octubre de 1956, y las cesó el 28 de enero de 1977, cuando fue clausurada por decreto de la dictadura militar del general Augusto Pinochet.

## Historia
En 1939, fue fundada bajo el nombre «Radio La Americana», en la frecuencia CB-130. (anteriormente Radio Universo) En septiembre de 1957 fue adquirida por el empresario Jorge Yarur Banna (a través de Inmobiliaria Diego Portales), y el 7 de octubre de ese año cambia el nombre a Radio Presidente Balmaceda. En 1969 la concesión original por 30 años caducó, sin embargo las autoridades de la época no realizaron gestiones para clausurar la emisora.
En 1971, la radio fue donada a Felipe Amunátegui, por ese entonces asesor de la presidencia del Banco de Crédito e Inversiones y militante del Partido Demócrata Cristiano (PDC). Amunátegui otorgó 137 430 acciones al PDC, y posteriormente en junio Belisario Velasco, Domingo Santa María Santa Cruz, Felipe Amunátegui y Rafael Moreno recibieron 5 acciones cada uno, mientras que el resto de las acciones seguían en poder de personeros ligados al Grupo Yarur. El 4 de noviembre del mismo año la Dirección General de Servicios Eléctricos clausuró la radio y la frecuencia fue traspasada a Radio Luis Emilio Recabarren, por lo que se trasladó a la frecuencia CB-101 (frecuencia que hasta ese entonces ocupaba Radio Magallanes, la cual se trasladó al CB-138).
Durante la dictadura militar del general Augusto Pinochet, los censores ocuparon varias veces las oficinas de Radio Balmaceda para efectuar cortes en los textos antes de su difusión. La emisora fue censurada por haber extendido "informaciones alarmantes y tendenciosas". El resto del tiempo los colaboradores de la emisora debían practicar la autocensura para poder continuar con sus emisiones. Las clausuras sufridas por esta radio fueron:
- 18 de abril de 1974, durante 6 días, por desacatar la orden de la dictadura, de no transmitir el mensaje de Semana Santa del cardenal Raúl Silva Henriquez.
- 27 de marzo de 1975, por 6 días, por razones, según la División Nacional de Comunicación Social (Dinacos), de "distorsionar la realidad".
- 20 de enero de 1976, por 10 días, según la dictadura por "campaña de propaganda antipatriótica".
- 24 de marzo de 1976, por 10 días.[11]

La Radio Balmaceda fue clausurada el 28 de enero de 1977, debido a su oposición a la dictadura militar de Augusto Pinochet y a la defensa frontal de los derechos humanos. El régimen en cambio señaló "...se le acusa de fomentar una campaña de desabastecimiento de azúcar y de transmitir informaciones dañinas para los propósitos nacionalistas del gobierno". El último director de la radio, Belisario Velasco, fue relegado a Putre y su último jefe de prensa y programación fue el periodista Giacomo Marasso. Legalmente desapareció, ya que el decreto ley 1697 de 1977, cancelaba la personalidad jurídica de los partidos políticos y sus sociedades.